# Maison canoniale (Saint-Denis-d'Anjou)
La maison canoniale est un édifice situé à Saint-Denis-d'Anjou, en France.

## Localisation
Le bâtiment est situé dans le département français de la Mayenne, face à l'église Saint-Denis de Saint-Denis-d'Anjou.

## Architecture et mobilier
L'édifice est classé au titre des monuments historiques depuis le 9 juin 1923.

### Acticles connexes
- Liste des monuments historiques de la Mayenne